# Liste der Mitglieder der Deutschen Akademie der Naturforscher Leopoldina/1897
Die Liste der Mitglieder der Deutschen Akademie der Naturforscher Leopoldina für 1897 enthält alle Personen, die im Jahr 1897 zum Mitglied ernannt wurden. Insgesamt gab es neun neu gewählte Mitglieder.

## Neu gewählte Mitglieder
| Nr.  | Name                                 | Geboren       | Aufnahme | Gestorben     | Fachsektion                              | Bild                                 |
| ---- | ------------------------------------ | ------------- | -------- | ------------- | ---------------------------------------- | ------------------------------------ |
| 3096 | Henry Carl Schröder                  | 31. Mai 1859  | 6. Jan.  | 24. Okt. 1927 | Mineralogie und Geologie                 | Henry Carl Schröder                  |
| 3097 | Giuseppe Colasanti                   | 21. Jan. 1846 | 29. Apr. | 2. Jan. 1903  | Wissenschaftliche Medizin                | Giuseppe Colasanti                   |
| 3098 | Georg Christian Thilenius            | 4. Okt. 1868  | 14. Mai  | 28. Dez. 1937 | Zoologie und Anatomie                    | Georg Christian Thilenius            |
| 3099 | Philipp Joseph Pick                  | 14. Okt. 1834 | 28. Jun. | 3. Juni 1910  | Wissenschaftliche Medizin                | Philipp Joseph Pick                  |
| 3100 | Anton Edler von Braunmühl            | 22. Dez. 1853 | 25. Jul. | 7. März 1908  | Mathematik und Astronomie                | Anton von Braunmühl, vor 1910        |
| 3101 | H. W. Dahlen                         | 17. Dez. 1853 | 31. Jul. | 31. März 1904 | Chemie                                   |                                      |
| 3102 | Jakob Nüesch                         | 11. Aug. 1845 | 31. Jul. | 8. Okt. 1915  | Anthropologie, Ethnologie und Geographie | Jakob Nüesch                         |
| 3103 | Joseph Georg Egger                   | 24. Dez. 1824 | 24. Aug. | 22. März 1913 | Mineralogie und Geologie                 |                                      |
| 3104 | Magnus Gustav (Gösta) Mittag-Leffler | 16. März 1846 | 18. Sep. | 7. Juli 1927  | Mathematik und Astronomie                | Magnus Gustav (Gösta) Mittag-Leffler |